# Каі Мерілуото
Каі Мерілуото (фін. Kai Meriluoto, нар. 2 січня 2003, Сіунтіо, Фінляндія) — фінський футболіст, нападник клубу ГІК та молодіжної збірної Фінляндії.
На правах оренди грає у клубі «Ільвес».

## Ігрова ка'єра

### Клубна
Каі Мерілуото є вихованцем столичного клубу ГІК, де він починав грати в молодіжній команді. У 2019 році футболіст був включений до заявки фарм — клуба ГІКа «Клубі 04», який грав у Третьому дивізіоні чемпіонату Фінляндії. У сезоні 2020 року Мерілуото провів три гри в основному складі ГІКа, відзначившись одним забитим голом.
Для набору ігрової практики нападник на правах оренди перейшов до клуба Вейккаусліги «Ільвес».

### Збірна
В юнацьких і молодіжній збірних Фінляндії Каі Мерілуото провів загалом понад двадцять матчів.

## Приватне життя
Старший брат Каі Акі Мерілуото також  професійний футболіст, який грає у Франції. Мама хлопців японка за походженням, то ж брати мають також і японське громадянство.

## Титули і досягнення
- Володар Кубка фінської ліги (1):

ГІК: 2023